# 毛里茨·约翰松
毛里茨·约翰松（瑞典語：Mauritz Johansson，1881年3月19日—1966年10月7日），瑞典男子射击运动员。他曾代表瑞典参加1924年夏季奥林匹克运动会射击比赛，获得一枚银牌和一枚铜牌。